# Robinson Crusoe (eiland)
Het eiland Robinson Crusoe (Oorspronkelijk Más a Tierra en ook wel Juan Fernández-eiland genoemd) is het grootste eiland binnen de Juan Fernández-archipel en ligt in de Zuidelijke Grote Oceaan op 674 kilometer van Zuid-Amerika. De andere 2 eilanden zijn Alejandro Selkirk op 181 km afstand en het veel kleinere Santa Clara op 1 km afstand.
De inwoners wonen vooral in San Juan Bautista, de enige plaats op het eiland. Het eiland trekt jaarlijks een beperkt aantal toeristen.

## Herkomst van de naam
Het eiland heeft zijn naamsbekendheid te danken aan de Schotse zeevaarder Alexander Selkirk, die hier aan land ging in 1704, nadat hij ruzie had gekregen met de kapitein van de Cinque Ports, het schip waar hij op voer. Hij leefde op het eiland voor 4 jaar en 4 maanden in absolute eenzaamheid. In die tijd kwamen er twee Spaanse schepen langs, maar hij verborg zich voor hen, daar hij een vrijbuiter en Schot was. In 1709 werd hij opgepikt door een ander schip. Toevallig voer op een van deze schepen een vriend van hem, William Dampier, die later een boek over hem schreef dat diende als inspiratie voor het boek Robinson Crusoe van Daniel Defoe.

## Geschiedenis
Het eiland werd ontdekt door de Spaanse zeevaarder Juan Fernández rond 1574 en werd door hem Más a Tierra genoemd, wat "Dichter bij het vasteland" betekent. Het eiland werd gedurende de 17e en 18e eeuw gebruikt als schuilplaats voor piraten, waarop de Spaanse overheid in 1749 het fort Santa Clara op het eiland bouwde, waardoor de piraterij een halt toe geroepen werd en de eilandengroep ook bij het Spaanse grondgebied kwam. De Chileense overheid nam het eiland over als onderdeel van de archipel bij de onafhankelijkheid van Chili. In 1966 werd de naam van het eiland in Robinson Crusoe veranderd, om daarmee het toerisme te bevorderen.
Het eiland is sinds 1977 onderdeel van een Biosfeerreservaat van UNESCO vanwege de inheemse plant- en diersoorten.

## Flora
Het eiland kent een gevarieerde vegetatie met grasland tot 100 meter hoogte. Struikbegroeiing op 100-300 meter hoogte; hoge bossen op 300-500 meter hoogte; dichte montane bosbedekking van Cuminia, Fagara, en Rhaphithamnus op 500-700 meter hoogte; boomvaren-bossen op 700-750 meter hoogte en kreupelbossen boven de 750 meter.

## Schat
Op het eiland zou een schat zijn verborgen door de Spaanse zeevaarder Juan Esteban Ubilla y Echeverria in 1715, die vervolgens weer zou zijn opgegraven door de Engelse zeeman Cornelius Webb en herbegraven op een andere plek op het eiland. De schat zou bestaan uit 600 tonnen goud, waaronder 10 pauselijke ringen, incabeelden en een legendarisch juweel genaamd de "Roos van de winden". Eeuwenlang is er al gezocht naar deze schat door vele gelukzoekers. Op 26 september 2005 meldde het Chileense beveiligingsbedrijf Wagner dat hun bodem-scannende minirobot Arturito, die tot 50 meter diep kan scannen en in Chili al een aantal criminele zaken oploste, de schat had gevonden op een diepte van 15 meter. De maatschappij schatte de waarde zelf op 10 miljard dollar, waarmee het de grootste uit de geschiedenis zou zijn. Na de vondst wilde het bedrijf de bergplaats echter niet vrijgeven, omdat ze eerst zekerheid wilde over een vindersloon van 50%, hetgeen niet werd geaccepteerd door de Chileense autoriteiten.

## Afbeeldingen

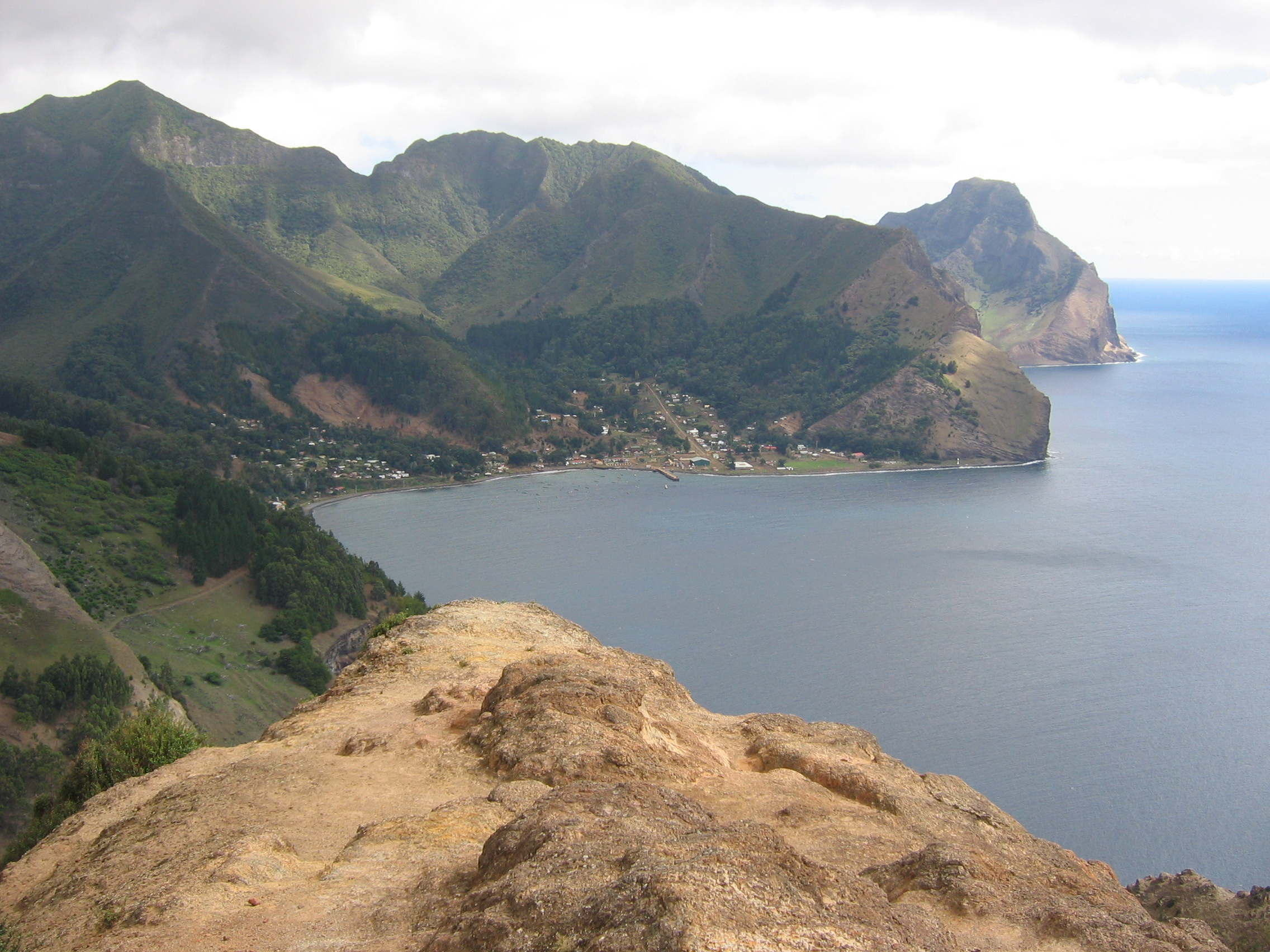
San Juan Bautista gezien vanaf een heuvel
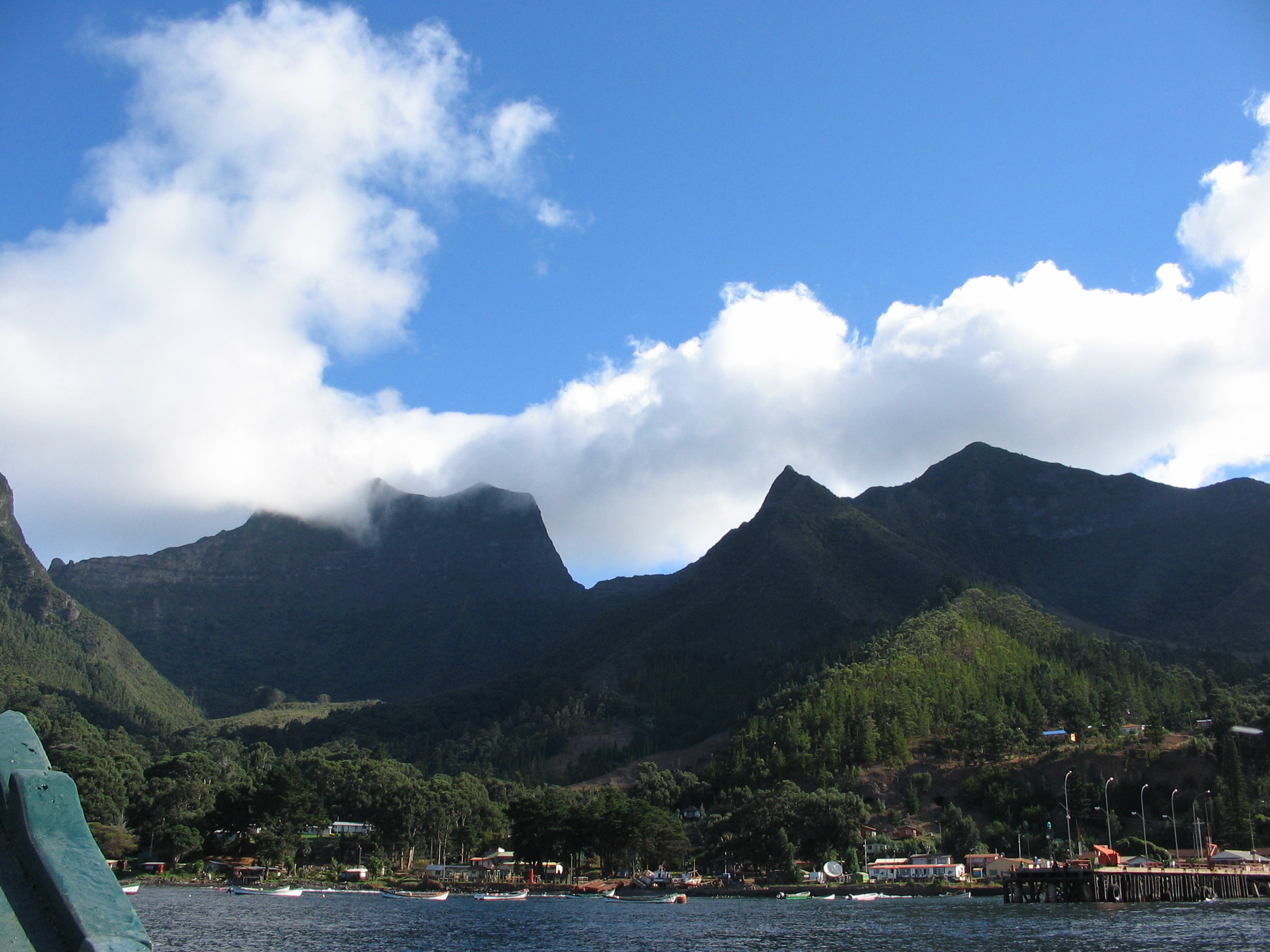
San Juan Bautista gezien vanaf de zee